# Tony Alva
Pour les articles homonymes, voir Alva.
Tony Alva, né en 1957 aux États-Unis, est un membre originel des Z-Boys et l'un des skateboarders les plus influents de tous les temps. Ce fut le premier champion du monde de skateboard. La fougue avec laquelle il pratiquait sa discipline contrastait avec le style plus technique des skateurs traditionnels.

## Biographie
Alva et les autres Z-Boys pourraient bien être les premiers à avoir fait du skate dans des piscines vides, inventant le principe du bowl (voir Skatepark). À cette époque, Alva atteignait le coping (le bord) si fort qu'il décollait, réalisant le premier trick aérien de l'histoire, en l'occurrence un frontside air. Cet exploit marqua un tournant dans l'histoire du skateboard, faisant passer la discipline de variante terrestre du surf au statut de sport à part entière. Le skateboard aurait pu s'éteindre sans cette innovation fantastique qui lui ouvrit les portes du progrès.
Alva apparaît dans le documentaire de Stacy Peralta sur la culture du skate Dogtown and Z-Boys, ainsi que sa version romancée Les Seigneurs de Dogtown(2005).
Tony Alva était détesté de certains autres skateurs à cause de sa légendaire prétention à devenir le plus grand skateur du monde. C'est ainsi qu'à la célèbre coupe du monde de skateboard internationale où il devint le premier champion du monde du skateboard, Alva se battit contre un célèbre skateur de la team G&S et faillit perdre l'usage de son œil.
À 19 ans, Alva tourna le dos aux grosses compagnies sportives pour créer sa propre boîte : Alva Skates.
Alva a récemment signé un contrat de trois ans avec Vans et est sponsorisé par Independent Trucks. Vestal a également sorti une montre portant son nom. 
Tony Alva a également été bassiste dans le groupe The Skoundrelz, aux côtés de Mike Dunnigan et Mike Ball (ex-Suicidal Tendencies) ainsi que Dave Hurricane (ex-Wasted Youth).